# Bleach (britische Band)
Bleach war eine britische Rockband, die von der englischen Musikpresse der Shoegazing-Szene zugeordnet wurde, aber nie die Popularität anderer Vertreter des Genres wie Curve, Ride und Slowdive erreichte.

## Geschichte
Die Band wurde 1989 von den beiden Singleton-Brüdern in Ipswich gegründet. Das Line-Up wurde durch Schlagzeuger Steve Scott und Sängerin Salli Carson vervollständigt. Carson hatte zuvor als Rechercherin beim britischen Fernsehsender Anglia TV in East Anglia gearbeitet.
Am 4. Juni 1991 wurden mit der Band vier Songs für eine Peel-Session aufgenommen, die am 21. Juli gesendet wurde. Gitarrist Neil Singleton, der Bruder des Bassisten, war bei den Aufnahmen nicht zugange.
Die Band verschwand relativ schnell in der Versenkung, nachdem das Debütalbum stilistisch nicht mit den Vorgänger-EPs mithalten konnte.
Nachdem Sängerin Salli Carson als Sex-Symbol bezeichnet worden war, trug sie kurzerhand Glatze. Im Jahr 1999 war sie auf dem Album Hope Is Important der schottischen Band Idlewild zu hören.

## Diskografie
- Snag (EP)
- Decadence (EP)
- Bleach (Mini-Album) – 1991
- Killing Time (CD/LP) – 1992
- 1991: Shotgun (Single) – 1992
- Fast (EP) – 1993
- Hard (EP) – 1992